# Acontia frici
Acontia frici is een vlinder van de familie van de uilen (Noctuidae). De wetenschappelijke naam van deze soort is voor het eerst voorgesteld door Hermann Hacker en Dirk Stadie in een publicatie uit 2022.
De soort komt voor in Somalië.